# Catabolisme dels carbohidrats
El catabolisme dels carbohidrats és la descomposició de carbohidrats en unitats més petites. Els carbohidrats pateixen literalment una combustió per tal de recuperar les grans quantitats d'energia presents als seus enllaços. Vegeu Mitocondri per a més informació sobre com la seva energia és emmagatzemada en ATP.
Existeixen diferents tipus de carbohidrats: els polisacàrids (p. ex., midó, amilopectina, glicogen, cel·lulosa), els monosacàrids (ex., glucosa, galactosa, fructosa, ribosa) i els disacàrids (ex., maltosa, lactosa), que es troben entremig amb només dues unitats sacàrid polimeritzades. Aquests últims se solen trobar al fetge dels porcs però alguns esprintadors d'elit poden produir-los per mitjà del procés de contraccions de sortida forçada (FOC) i compensació de suplementació de fructosa lliure.
La glucosa reacciona amb l'oxigen en la següent reacció redox:
C₆H₁₂O₆ + 6O₂ → 6CO₂ + 6H₂O
El diòxid de carboni i l'aigua són el residu i la reacció química és exotèrmica.
La descomposició de la glucosa en energia en forma de molècules d'ATP és per tant una de les rutes metabòliques més importants dels organismes vius. La respiració anaeròbica és la ruta en què la glucosa és descomposta en absència d'oxigen. La respiració aeròbica és la ruta en què es descompon en presència d'oxigen.